# Michael Benedicks
Michael Benedicks (1949) é um matemático sueco, que trabalha com análise e sistemas dinâmicos. É professor do Instituto Real de Tecnologia.
Benedicks obteve um doutorado em 1980 no Instituto Real de Tecnologia, orientado por Harold Shapiro, com a tese Support of Fourier transform pairs and related problems on positive harmonic functions). Em 1989 esteve no Instituto de Estudos Avançados de Princeton. Em 1991 foi professor do Instituto Real de Tecnologia.
Com Lennart Carleson demonstrou em 1991 a existência de atratores no mapeamento de Hénon. Da análise da elaborada prova surgiu através de Benedicks, Quidong Wang e Lai-Sang Young a teoria dos atratores caóticos de ordem 1.
Em 2007 foi eleito membro da Academia Real das Ciências da Suécia. Foi palestrante convidado do Congresso Internacional de Matemáticos em Pequim (2002: Non-uniformly hyperbolic dynamics: Hénon maps and related dynamical systems).

## Obras
- com Carleson On iterations of 1−ax2 on (−1,1), Annals of Mathematics, Band 122, 1985, S. 1–25.
- comCarleson The dynamics of the Hénon map, Annals of Mathematics, Band 133, 1991, S. 73–169
- com Marcelo Viana Solution of the basin problem for Hénon attractors, Inventiones Mathematicae, Band 143, 2001, S. 375–434
- com L.-S. Young Sinai-Bowen-Ruell measure for certain Hénon maps, Invent. Math., Band 112, 1993, S. 541–576
- com L.-S. Young Markov extensions and decay of correlations for certain Hénon maps, Asterisque, 1999